# Torre dei Chierici

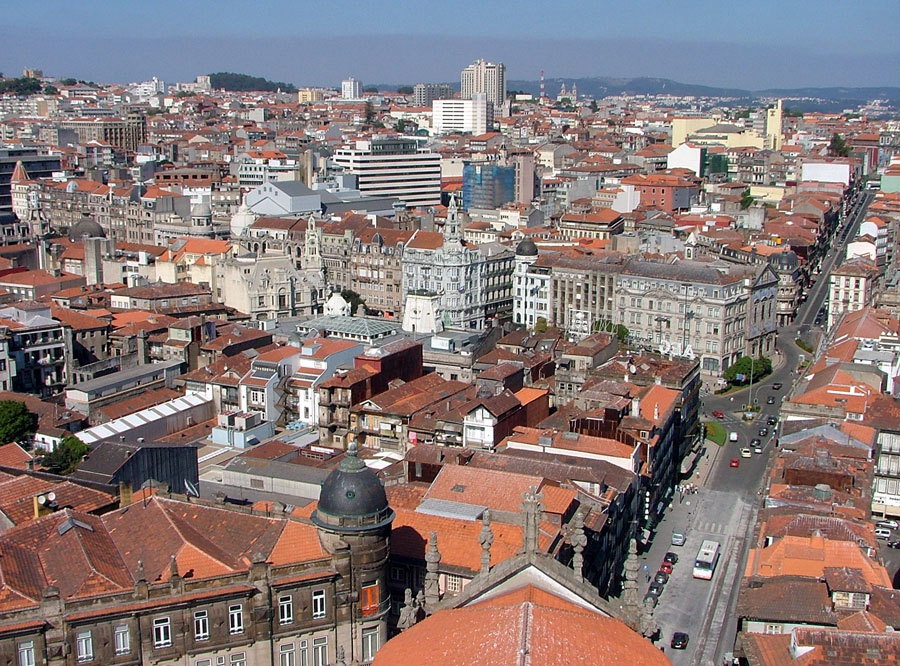
Il centro di Porto vista dalla torre

La Torre dei Chierici (in portoghese Torre dos Clérigos) è una torre in pietra, simbolo della città di Porto, in Portogallo.
Fu progettata dall'architetto italiano Niccolò Nasoni e costruita tra il 1754 e il 1763, dietro commessa del decano Dom Jerónimo de Távora Noronha Leme e Cernache, per la confraternita dei Clérigos Pobres.
L'opera di stile barocco, il cui progetto iniziale prevedeva la costruzione di due torri, è alta 76 metri ed è attraversata da una scala a chiocciola di 225 gradini.